# Pripiceni-Răzeși
Pripiceni-Răzeși è un comune della Moldavia settentrionale  situato nel distretto di Rezina di 1.189 abitanti al censimento del 2004.

## Località
Il comune è formato dall'insieme delle seguenti località (popolazione 2004):
- Pripiceni-Răzeși (856 abitanti)
- Pripiceni-Curchi (333 abitanti)